# Kokeshi

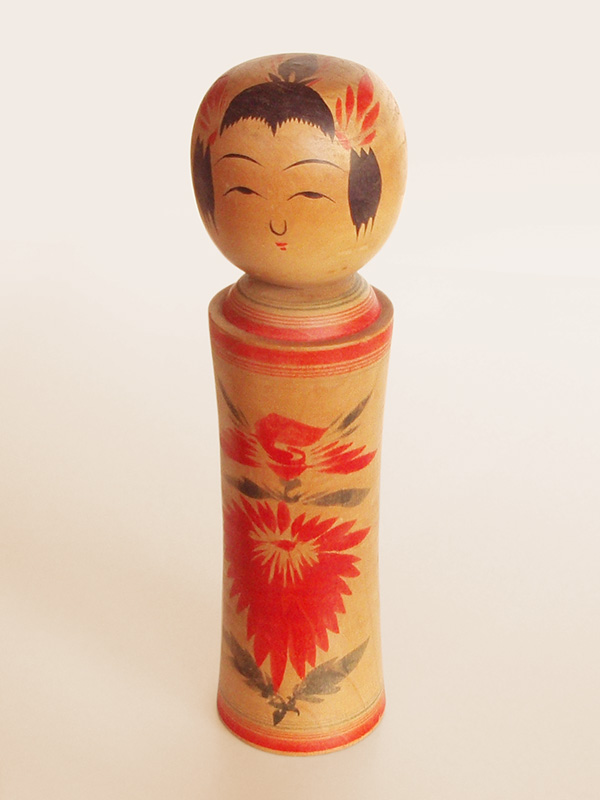
Kokeshi

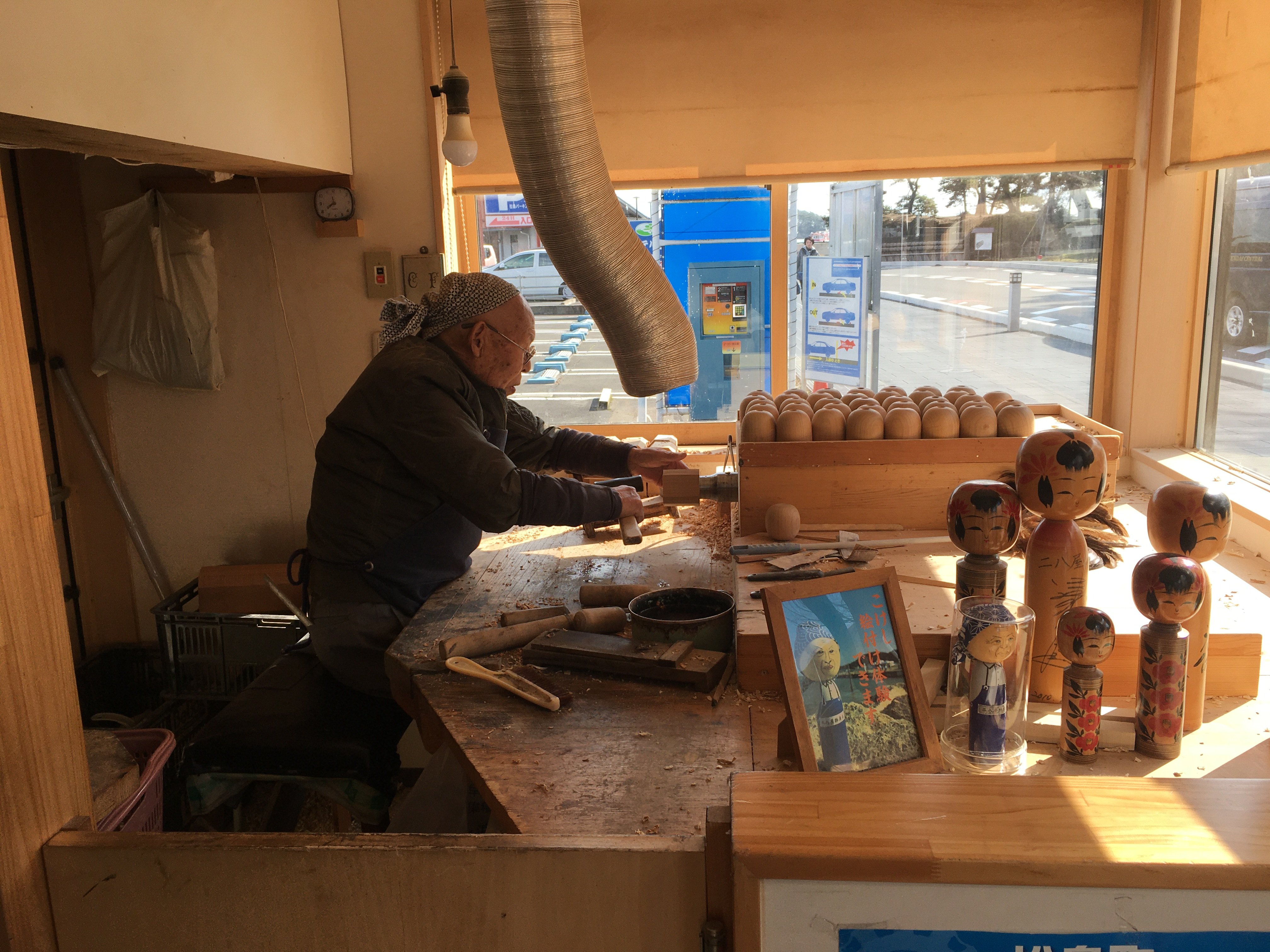
Japanse houtdraaier koppen voor kokeshi-poppen draaien

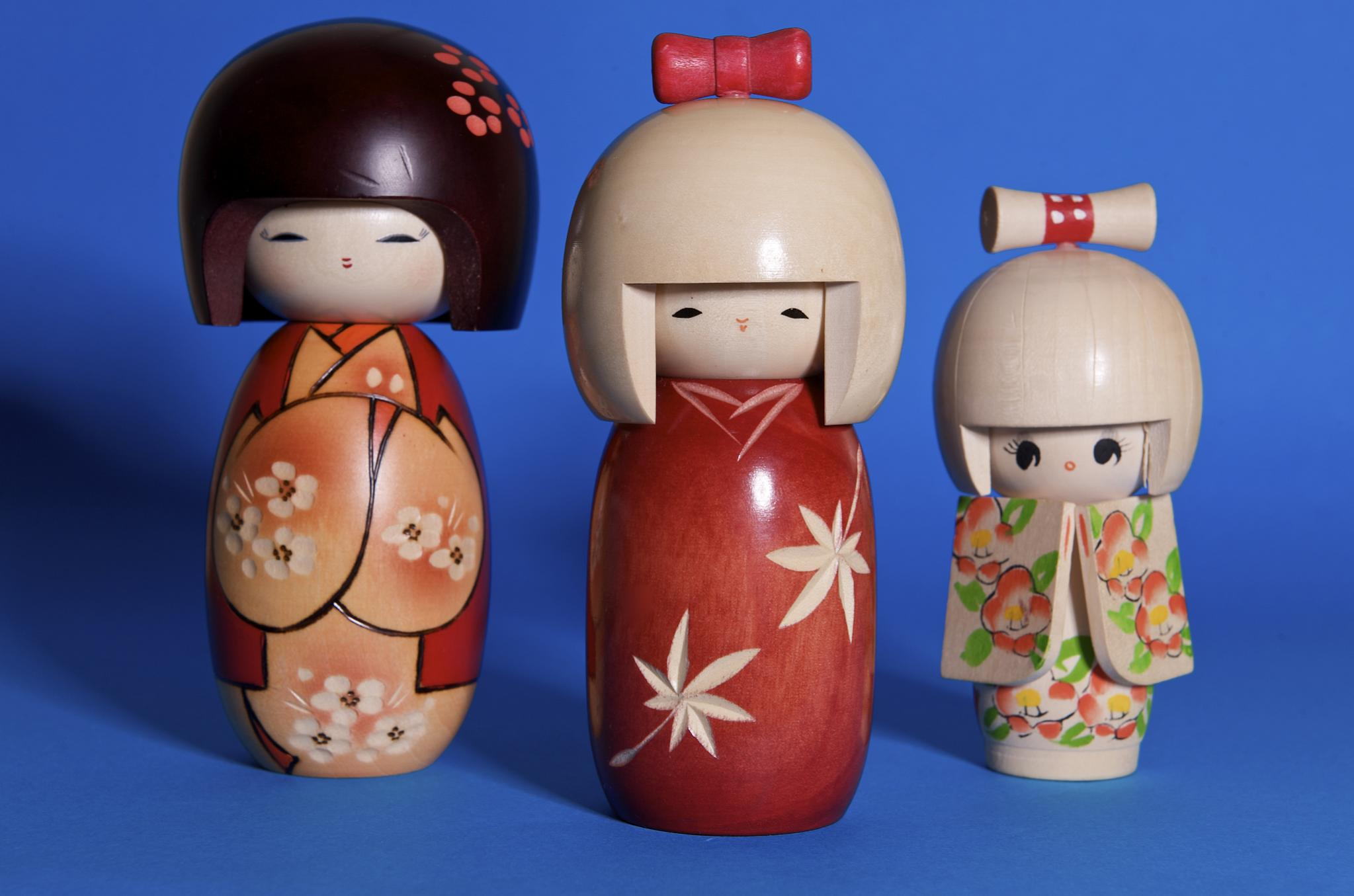
modern Kokeshi

Kokeshi (Japans: こけし), zijn eenvoudige houten Japanse poppen zonder armen of benen die al meer dan 150 jaar worden gemaakt als speelgoed voor kinderen. Ze zijn oorspronkelijk afkomstig uit de noordoostelijke regio Tōhoku. De poppen zijn handgedraaid van hout vaak van fruitboomen en hebben een eenvoudige lichaam en kop met een paar dunne, geschilderde lijnen om het gezicht te definiëren. Het lichaam heeft vaak bloemen- en / of ringontwerpen die zijn geverfd in rode, zwarte en soms groene, paarse, blauwe of gele inkt en bedekt met een waslaag. Een kenmerk van kokeshi-poppen is hun gebrek aan armen of benen. Sinds de jaren vijftig hebben kokeshi-makers hun werk gesigneerd, meestal op de onderkant en soms op de achterkant.

## Geschiedenis en etymologie
De oorsprong en naamgeving van kokeshi is onduidelijk, met historische ateji-spellingen waaronder 小芥子, 木牌子, 木形子 en 木芥子. De hiragana-spelling こけし werd overeengekomen op de All-Japan Kokeshi Exhibition in Naruko kuuroord in augustus 1939. Een aannemelijke theorie is dat 'kokeshi' is afgeleid van hout (木, ki, ko) of klein (小, ko) en poppen (芥子, keshi).
Kokeshi werd voor het eerst geproduceerd door 'kijishi' (木地師) houtdraaiers, in de Shinchi Shuraku, vlak bij de Tōgatta warme bron in Zaō, van waaruit kokeshi-technieken zich verspreidden naar andere kuuroorden in de regio Tōhoku. Er wordt gezegd dat deze poppen oorspronkelijk werden gemaakt in het midden van de Edo-periode (1600-1868) om te worden verkocht aan mensen die de warmwaterbronnen in het noordoosten van het land bezochten.

## Types
De vormen en patronen van "traditionele" kokeshi (dentō-kokeshi) poppen zijn specifiek voor een bepaald gebied en zijn onderverdeeld in elf typen, zoals hieronder weergegeven. Het meest dominante type is de Naruko-variëteit die oorspronkelijk werd gemaakt in de prefectuur Miyagi, die ook voorkomt in de prefecturen Akita, Iwate en Yamagata. De hoofdstraat van het Naruko Onsen-dorp staat bekend als Kokeshistraat en heeft winkels die rechtstreeks worden beheerd door de kokeshi-draaiers.
"Creatieve" kokeshi (新型 こけし, shingata-kokeshi) geven de kunstenaar volledige vrijheid in termen van vorm, ontwerp en kleur en werden ontwikkeld na de Tweede Wereldoorlog (1945). Ze zijn niet specifiek voor een specifieke regio van Japan en over het algemeen zijn creatieve kokeshi-artiesten in steden te vinden.

## Houtsoorten
De houtsoorten die voor kokeshi worden gebruikt, variëren, met Kersen (hout) die worden gebruikt vanwege de donkere kleur en Kornoelje vanwege de zachtere eigenschappen. Itaya-kaede (Acer mono), een Japanse esdoorn, wordt ook gebruikt bij het maken van zowel traditionele als creatieve kokeshi poppen. Het hout wordt één tot vijf jaar buiten gelaten om te droogen voordat het kan worden gebruikt.

## Traditionele soorten
Traditionele typen komen vaak overeen met een enkele of meerdere (Onsen) warmwaterbronnen met badhuizen in de regio Tōhoku.
- Tsuchiyu (土湯系): Tsuchiyu Onsen (kuuroord/warme bron) (Fukushima), Iizaka Onsen (Fukushima), Dake Onsen (Nihonmatsu)
- Yajirō (弥治郎系): Yajirō (Shiroishi)
- Tōgatta (遠刈田系): Tōgatta Onsen (kuuroord/warme bron) (Zaō)
- Naruko (鳴子系): Naruko Onsen (kuuroord/warme bron) (Ōsaki)
- Sakunami (作並系) or Yamagata-Sakunami (山形作並系): Sendai (incl. Sakunami Onsen), Yamagata, Yonezawa, Sagae, Tendō
- Zaō Takayu (蔵王高湯系): Zaō Onsen (kuuroord/warme bron) (Yamagata)
- Hijiori (肘折系): Hijiori Onsen (kuuroord/warme bron) (Ōkura)
- Kijiyama (木地山系): Kijiyama (Yuzawa)
- Nambu (南部系): Morioka, Hanamaki Onsen (kuuroord/warme bron) (Hanamaki)
- Tsugaru (津軽系) or Nuruyu (温湯系): Nuruyu Onsen (kuuroord/warme bron) (Kuroishi), Ōwani Onsen (kuuroord/warme bron) (Ōwani)

## Gallery

De 11 belangrijkste soorten Kokeshi-poppen. (Wafuu Honpo).[3]
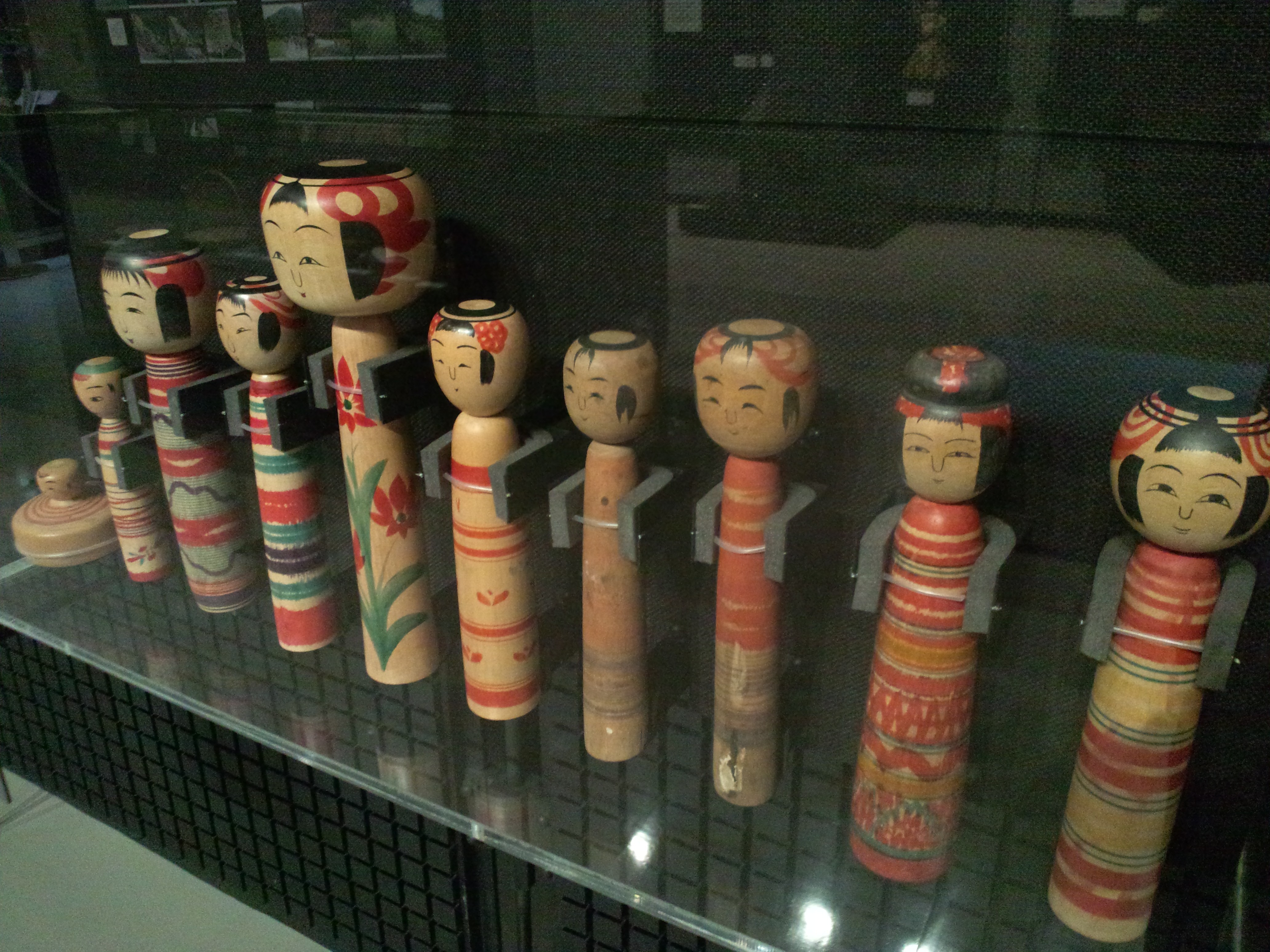
Tsuchiyu variant. National Museum of Ethnology, Osaka.
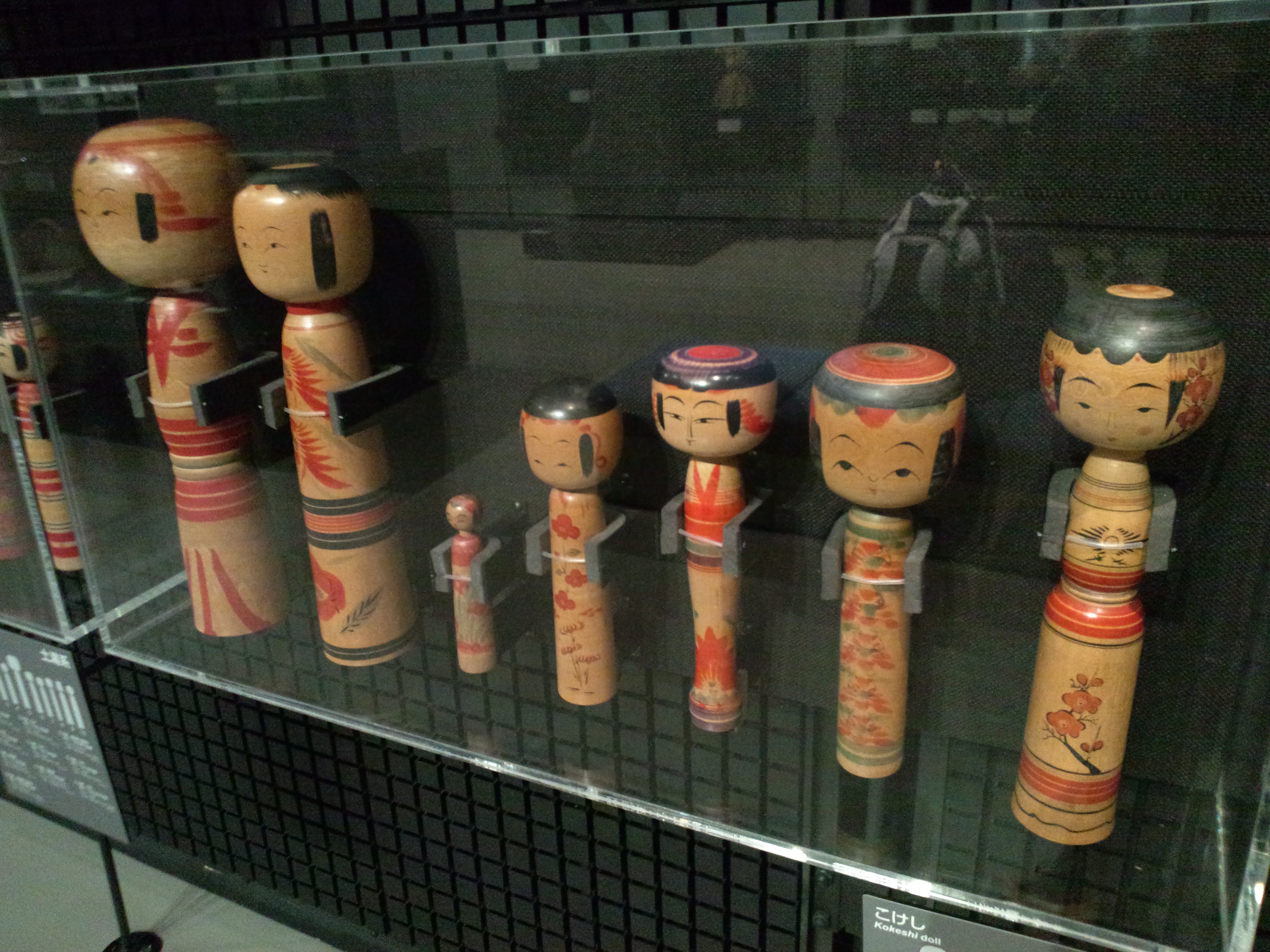
Yajirô variant. National Museum of Ethnology, Osaka.
Yajiro variant. Unknown
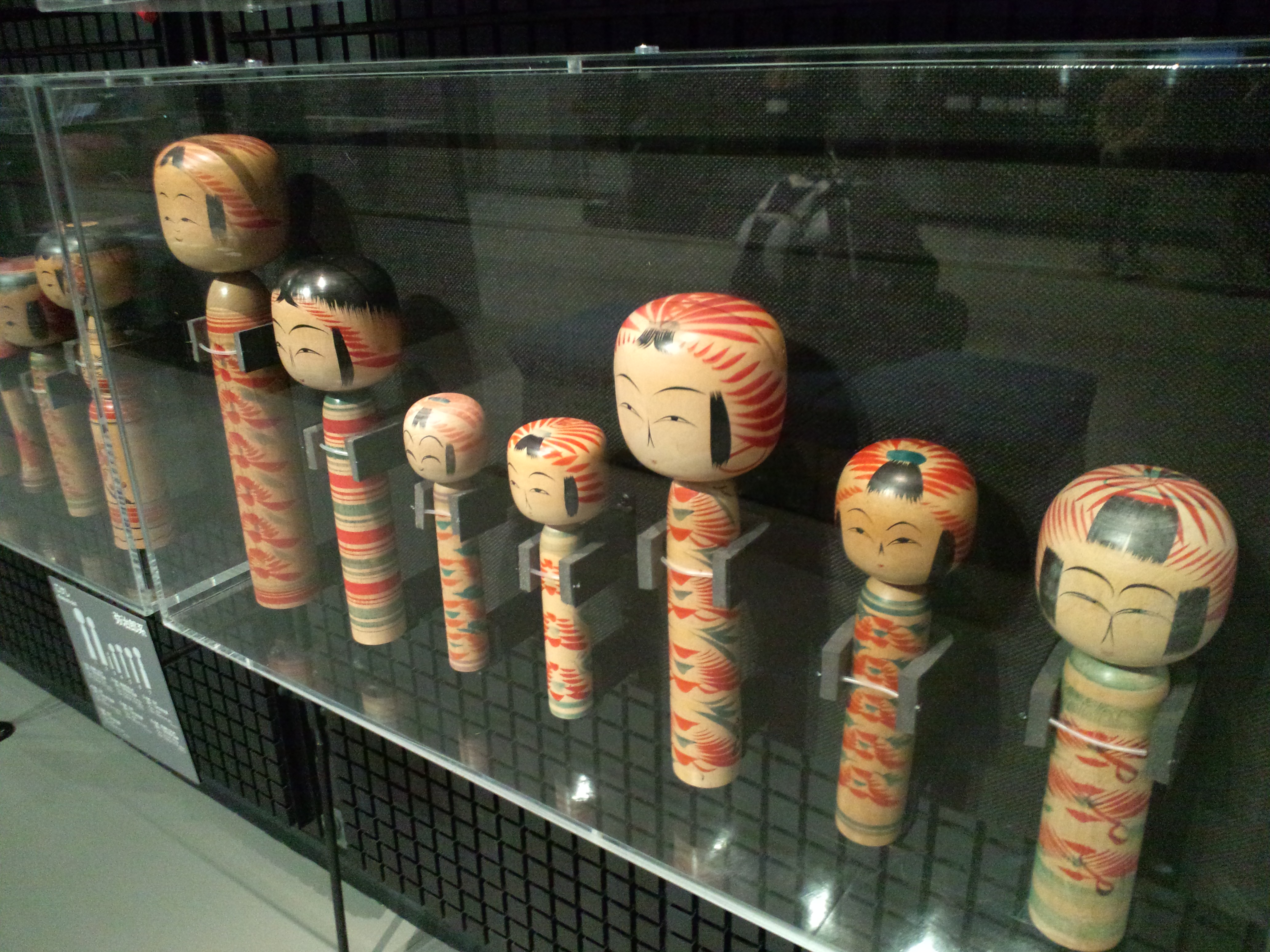
Tôgatta variant. National Museum of Ethnology, Osaka.
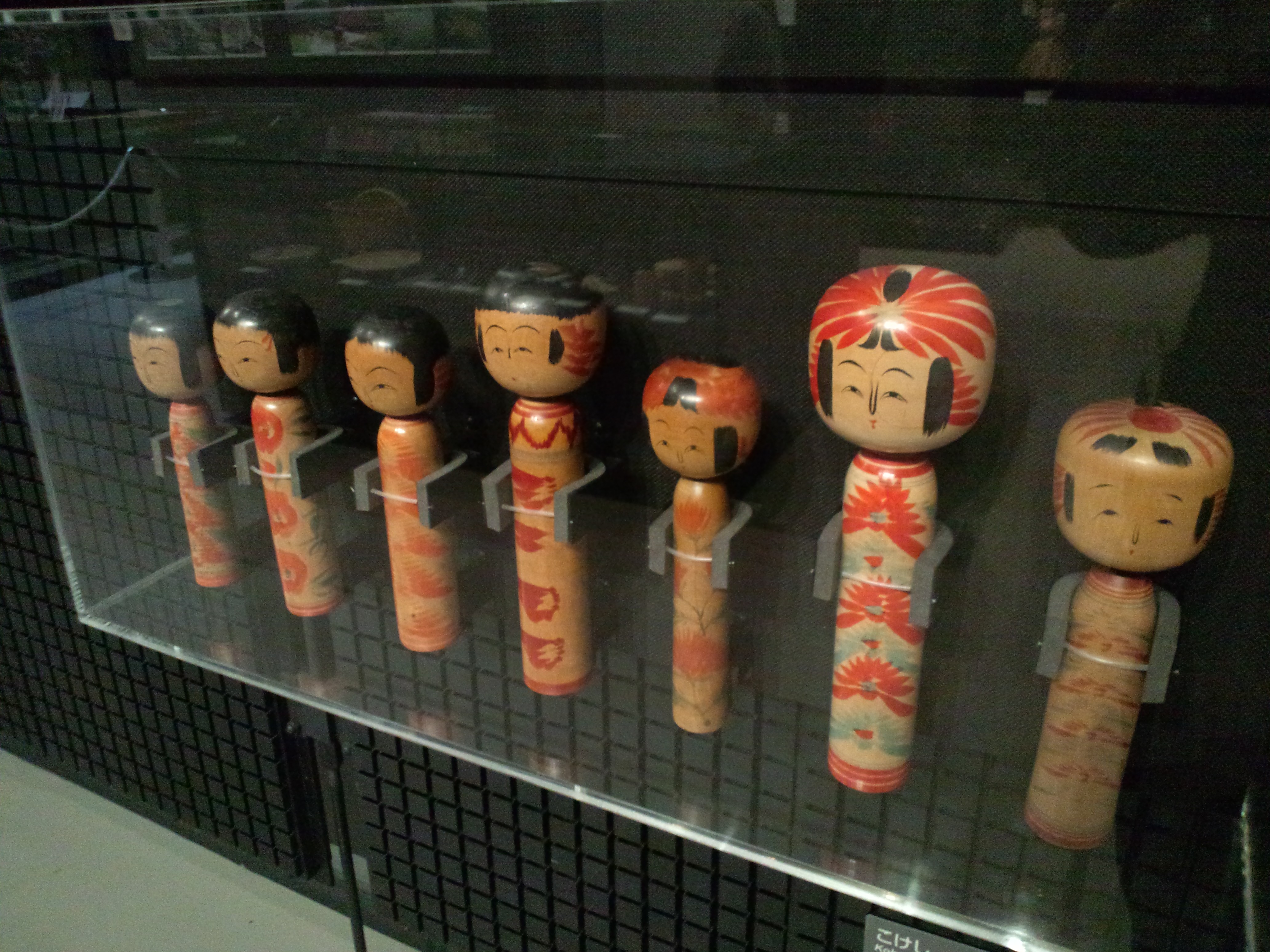
Zaô Takayu variant. National Museum of Ethnology, Osaka.
Sakunami variant. Unknown
Tokarita variant. Unknown
Naruko variant. Unknown
Hijiori variant. Unknown

## In de populaire cultuur
Kokeshi-poppen zijn gebruikt als inspiratie voor de stijl van de digitale avatars van Nintendo, genaamd "Miis", die zijn gemaakt en aangepast door spelers. Hun uiterlijk is het symbool geworden van de algehele esthetiek van het platform.
In de populaire PlayStation-serie LittleBigPlanet is een Kokeshi-pop te zien in de game en deze kan worden verkregen en gebruikt als item voor het maken van levels.
De inspiratie voor de Momiji-pop is afkomstig van de Kokeshi-pop.
In het spel Mother 2 is er een object genaamd "Kokeshi doll statue", dat het ondergrondse pad onder de Stonehenge blokkeert. De hoofdpersoon moet dit beeld wissen met de zogenaamde Kokeshi-gummachine (こけしけしマシン Kokeshi Keshi Mashin).